# Ziba
Ziba ist ein biblischer Name, der im 2. Buch Samuel vorkommt. Ziba war ein Knecht Sauls und später ein Knecht von Sauls Enkel Mefi-Boschet.

## Etymologie
Die Bedeutung des hebräischen Personennamens צִיבָא ṣîvā’ (2 Sam 9,2 ) ist unsicher. Hans Rechenmacher schlägt, abgeleitet von Mittelhebräisch צִיב ṣîv die Übersetzung „Zweig, Faser“ vor und ordnet den Namen damit den Pflanzennamen zu.
Die Septuaginta gibt den Namen als altgriechisch Σιβα Siba, und die Vulgata als Siba wieder.

## Erwähnung in der Bibel
Ziba wird an drei Stellen erwähnt. In 2 Sam 9,1  suchte David wegen seiner Freundschaft mit Jonatan nach Überlebenden von Sauls Familie. Der Name Ziba wurde zuerst in Vers 2 als ein Knecht vom Hause Sauls erwähnt. Er wurde zu David gerufen und erzählt ihm von Mefi-Boschet, Jonatans Sohn. Da ließ David Mefi-Boschet an den Königshof holen und gab ihm Sauls Nachlass. Ziba bekam den Auftrag, mit seinen Söhnen und Knechten dessen Land zu bebauen (Vgl. 2 Sam 9,10 ).
In 2 Sam 16 , als David nach Absaloms Verschwörung aus Jerusalem floh, kam Ziba mit Vorräten zu David und behauptete, Mefi-Boschet habe den Glauben an David gebrochen. Daraufhin übertrug ihm David Mefi-Boschets ganzen Besitz.
Schließlich erzählt Mefi-Boschet David in 2 Sam 19 , als David nach der Niederschlagung des Aufstands nach Jerusalem zurückgekehrt war, dass Ziba ihn betrogen und bei dem König verleumdet hatte. Der König ordnet an, dass sich beide künftig den Landbesitz teilen sollen.